# Pacorus II
Pacorus II de Parthie (mort en 105/110) est un roi parthe de la dynastie des Arsacides de la fin du Ier siècle.

## Origine
Pacorus est généralement identifié à un frère de Vologèse II, donc un fils de Vologèse Ier. L'étude de son monnayage plaide en tout cas pour une appartenance à une génération différente de celle de Vologèse Ier.

## Règne
Selon l'auteur Ammien Marcellin, il agrandit la cité parthe de Ctésiphon et construit plusieurs routes allant de la cité vers l'extérieur du royaume.
Sur les monnaies à son effigie que l'on a retrouvées en Parthie, on peut lire l'inscription en grec ΒΑΣΙΛΕΩΣ Β]ΑΣΙΛΕΩ[Ν] / ΑΡΣΑ[ΚΟΥ] ΠΑΚΟΡ[ΟΥ] / ΔΙΚΑΙΟ[Υ] / ΕΠΙΦΑ[ΝΟΥΣ ΦΙΛΕΛΛΗΝΟΣ (« Roi des rois Arsace, bienfaiteur, juste, glorieux, philhellène »). Cette mention du nom royal « Arsace » montre que le royaume était la proie de disputes dynastiques et que Pacorus II se proclamait l'« Arsace », héritier légitime du roi Arsace Ier. Trois de ses compétiteurs sont connus : Vologèse II (même si dans ce cas, c'est plutôt Pacorus l'usurpateur), Artaban IV (entre 80 et 90) et Vologèse III à partir de 105.
Selon l'Encyclopædia Britannica, Pacorus vend vers 110 le royaume client d'Osroène à Abgar VII, fils d'Izatès, roi d'Adiabène. Il n'est pas certain que Pacorus était encore vivant quand l'empereur romain Trajan a envahi la Mésopotamie (114-115) car il semble que Pacorus II soit mort vers 105/110 après un règne d'une trentaine d'années ; Vologèse III lui succède.

## Postérité
D'une épouse inconnue, il laisse deux fils :
- Axidarès, roi d'Arménie ;
- Parthamasiris, roi d'Arménie.

Une inscription étudiée en 1987 permet d'envisager qu'il soit également le père de :
- Meredates de Characène (ou Mérédatés), roi de Characène vers 131, chassé par Vologèse IV en 150[5].